# Джозеф Еїмофе
Джозеф Еїмофе (англ. Joseph Eyimofe, 22 вересня 1984, Нігерія) — нігерійський футболіст, захисник клубу «Варрі Вулвз».
Почав кар'єру на батьківщині, грав за клуби НПА та «Долфінс». У 2004 році був гравцем донецького «Металурга», після чого повернувся до Нігерії, виступаючи за «Долфінс», «Шаркс» та «Гартленд». У 2013 році перейшов у «Варрі Вулвз».
Виступав за юнацьку збірну Нігерії U-17, в її складі брав участь у чемпіонаті світу 2001. Також виступав за молодіжні збірні U-20 і U-23.

## Клубна кар'єра
З 1999 року по 2003 рік виступав за нігерійський клуб НПА. У 2003 році перейшов в клуб «Долфінс» з міста Порт-Гаркорт. У 2004 році разом з командою став чемпіоном і володарем Кубку Нігерії. У 2005 році «Долфінс» дійшов до фіналу Кубку Конфедерації КАФ, де поступився марокканському клубу ФАР.
Навесні 2006 року підписав трирічний контракт з донецьким «Металургом». У команді взяв собі 3 номер. У «Металург» він перейшов разом зі своїм одноклубником по «Долфінсу» Очуко Оджобо. Також повідомлялося, що перехід став можливий завдяки їх агенту Тіджані Бабангіда.
16 квітня 2006 року дебютував у Вищій лізі України в домашньому матчі проти криворізького «Кривбасу» (3:2), Еїмофе почав гру в стартовому складі, на 31-ій хвилині отримав жовту картку, а на 57-ій хвилині був замінений на Бобана Грнчарова. Свій останній матч у чемпіонаті Джозеф зіграв 22 квітня 2006 проти сімферопольської «Таврії» (3:0), він відіграв увесь поєдинок. У молодіжній першості провів 3 гри, в яких отримав 1 жовту картку. Однією з причин через яку йому не вдалося закріпитися в «Металурзі» була погана фізична підготовка. Незабаром він покинув розташування клубу через проблеми з серцем, разом з Очуко Оджобо. Підписання Еїмофе називають одним з трансферних провалів «Металурга».
Потім він повернувся на батьківщину, де грав за «Долфінс». У 2006 році разом з командою виграв Кубок Нігерії. Пізніше виступав за команду ««Шаркс»», а потім знову за «Долфінс».
Влітку 2009 року підписав контракт з «Гартлендом». У 2009 році в Лізі чемпіонів КАФ Еїмофе зіграв 3 гри. «Гартленд» за підсумками турніру дійшов до фіналу, де програв «ТП Мазембе» (2:2, за рахунок правила гола, забитого на чужому полі). У цій грі він отримав травму коліна, через яку не грав тривалий час. Пізніше йому була зроблена операція в Індії, де він провів три місяці. Оплатити операцію допоміг бізнесмен з Варрі і Kanu Heart Foundation, яку очолював Нванкво Кану. У Лізі чемпіонів КАФ 2010 зіграв 1 матч.
У 2013 році став гравцем клубу «Варрі Вулвз». У новій команді дебютував 14 квітня 2013 року в матчі проти «Ель-Канема Ворріорс», який закінчився перемогою його команди з рахунком (4:1).

## Кар'єра у збірній
У складі юнацької збірної Нігерії U-17 брав участь в чемпіонаті світу 2001 року в Тринідаді і Тобаго. На груповому етапі Нігерія зайняла 1-ше місце, вигравши всі три матчі і обігнавши Францію, Японію та США. В 1/4 фіналу Нігерія обіграла Австралію (5:1). У півфіналі команда обіграла Буркіна-Фасо з мінімальним рахунком (1:0). У фіналі Франція обіграла Нігерію (3:0). Всього на чемпіонаті світу провів 6 матчів.
У 2003 році провів 7 ігор у молодіжній збірній Нігерії U-20. Також виступав за збірну Нігерії U-23.

## Досягнення
- Прем'єр-ліга
  -  Чемпіон (1): 2004

- Кубок Нігерії
  -  Володар (2): 2004, 2006

- Ліга чемпіонів КАФ
  -  Срібний призер (1): 2009

- Кубок конфедерації КАФ
  -  Срібний призер (1): 2005

- Чемпіонат світу з футболу серед 17-річних
  -  Срібний призер (1): 2001